# Irena (Szydłowiec)
Irena – formalnie niewyodrębniona część miasta Szydłowca, znajdująca się w jego północnym obszarze. Przeważającą funkcją jest mieszkalna i przemysłowa, przy śladowej obecności administracyjnej, komunalnej i sportowo-rekreacyjnej. Obszar obejmuje kwartał ulic: droga gruntowa ul. Północna–Indiańska Droga Sat-Okha – ul. Kościuszki – ul. Radomska – ul. Północna – ul. Słoneczna – ul. Polna; jego zachodnią granicę wyznacza koryto strugi Korzeniówka.
Graniczy od północy z wsiami: Rybianka i Długosz, oraz częściami miasta: Kozia Wola i Niwy; od wschodu z wsią Szydłówek; od południa z os. Wschód, Składowem i Pragą; a od zachodu z Wymysłowem i Zielonką.

## Historia
Nazwa tej części miasta pochodzi od folwarku „Irena”, założonego w 1902 przez Czesława Anteckiego przy dzisiejszej ul. Metalowej. Najstarszymi zabudowaniami obszaru są domy z XIX i XX w. w jego południowej części, w rejonie skrzyżowania ul. Radomskiej, Kościuszki i Jastrzębskiej. W latach 20. XX w. wybudowano kamienicę dla robotników rolnych folwarku „Irena” (ul. Kościuszki 225). Rozwój urbanistyczny obszaru datowany jest na lata 70. XX w., kiedy to powstała siedziba administracyjna Gminnej Spółdzielni „Samopomoc Chłopska” i kółek rolniczych gromady Śmiłów (ul. Metalowa 7). W niedługim czasie powstawały w tej części miasta zabudowania jednorodzinne. W latach 80. otworzono stadion piłkarski MKS „Szydłowianka” (ul. Targowa 8). Także w tej dekadzie umieszczono tu zakłady przemysłu przetwórstwa rolnego, z największą mleczarnią. Od tego czasu postępuje na tym obszarze zabudowa domów jednorodzinnych, która przyspieszyła na początku XXI w., zwłaszcza w rejonie ul. Targowej i Północnej. W 2005 uruchomiono komunalny zakład oczyszczania ścieków (ul. Słoneczna 70). W 2015 na tym obszarze utworzono rejon „Irena” podstrefy Szydłowiec Specjalnej Strefy Ekonomicznej „Starachowice”.
W planach rozwojowych urbanizacji Szydłowca przewidziana jest północna obwodnica miasta, zlokalizowana w Irenie od węzła drogowego Szydłowiec–Centrum (S7) do szosy na Przysuchę (nr 727, ul. Sowińskiego).

## Gospodarka
W 2015 na obszarze Ireny utworzono część podstrefy Szydłowiec Specjalnej Strefy Ekonomicznej „Starachowice”, przeznaczając na ten cel zespół nieruchomości poprzemysłowych przy ul. Metalowej 7 (odtąd droga dojazdowa w tym zespole jest zw. pot. ul. Przemysłową). W rejonie „Irena” podstrefy Szydłowiec działalność przemysłową uruchomiły zakłady produkcyjne: maszynowy „Toolmex Track” sp. z o.o., „Q-trip Roll your own” sp. z o.o. i metalowy „Gomex” sp. z o.o.; przetwórcze: Tartak „Drewex”, zakład przetwórstwa metalu „Rom-Bud”; przetwórstwa rolnego: Ubojnia „Bekon” (ul. Słoneczna 18).

## Infrastruktura
- Powiatowy Urząd Pracy – ul. Metalowa 7/1,
- Powiatowe Centrum Pomocy Rodzinie – ul. Metalowa 7/2,
- Powiatowa Stacja Sanitarno-Epidemiologiczna – ul. Metalowa 7/3,
- Żłobek Miejski nr 1 – ul. Kościuszki 225A,
- stadion piłkarski MKS „Szydłowianka” – ul. Targowa 8,
- Zakład Oczyszczania i Uzdatniania Wody – ul. Słoneczna 70,
- stacja paliw PKN Orlen – ul. Kościuszki 223.

## Ulice
- Indiańska Droga Sat-Okha (fragment),
- Jastrzębska: do Indiańskiej Drogi Sat-Okha,
- Kościuszki, Tadeusza (dawn. Radomska): od skrzyżowania z ul. Radomską,
- Metalowa,
- Polna,
- Północna,
- Przemysłowa (nienazwana droga dojazdowa zespołu przemysłowego przy ul. Metalowa 7),
- Radomska: od skrzyżowania z ul. Północną,
- Różana,
- Słoneczna,
- Targowa.